# Supersize
Supersize è l'album di debutto della cantante tedesca Shirin David, pubblicato il 20 settembre 2019 su etichetta discografica Juicy Money Records, parte della famiglia della Capitol Records.

## Tracce
1. Orbit – 3:17
2. Gib ihm – 2:43
3. Gift – 2:59
4. Nur mit dir (feat. Xavier Naidoo) – 3:39
5. Ice – 2:54
6. Brillis – 3:06
7. Größter Fan – 3:14
8. On Off (feat. Maître Gims) – 3:11
9. Fliegst du mit – 4:18
10. Melodien – 4:33
11. Unsichtbar – 3:22
12. Gibt es dich? – 3:01

## Classifiche

### Classifiche settimanali
| Classifica (2019) | Posizione massima |
| ----------------- | ----------------- |
| Austria           | 2                 |
| Germania          | 1                 |
| Svizzera          | 3                 |

### Classifiche di fine anno
| Classifica (2019) | Posizione |
| ----------------- | --------- |
| Germania          | 84        |